# Lotus 1-2-3
Pour les articles homonymes, voir Lotus.
Lotus 1-2-3 est un logiciel tableur de la société Lotus Software (maintenant filiale d'IBM).
Il fut très populaire et contribua largement à l'introduction des ordinateurs personnels dans le monde des entreprises.

## Historique
Lotus 1-2-3 sortit le 26 janvier 1983 et resta le principal tableur pour le système d'exploitation MS-DOS jusqu'à la fin des années 1980. Nommé 1-2-3 parce qu'il comportait 3 fonctionnalités - tableur, grapheur et gestionnaire de données, c'est l'ancêtre des tableurs de feuilles de calcul (par exemple, LibreOffice Calc, Gnumeric, Microsoft Excel, etc.). La partie tableur du logiciel s'est en partie inspirée de VisiCalc. En 1980, Mitch Kapor, fondateur de The Lotus Development Corporation, n'était autre que le chef de produit, de VisiCorp créateur de VisiCalc.
Dès sa première version, ce tableur pouvait être programmé à l'aide de macros et était fourni avec un programme séparé destiné à la création de graphiques et d'histogrammes. Dans la version 2.0, les possibilités graphiques furent totalement intégrées dans le logiciel. Le menu des commandes du logiciel était appelé par la touche slash, ce qui est encore le cas pour les tableurs contemporains. L'utilisateur naviguait ensuite dans des menus déroulants dont les options étaient accessibles grâce à leurs initiales. La mémorisation de la succession des lettres permettait à l'utilisateur de manipuler 1-2-3 très rapidement. Considérée comme une Killer application, 1-2-3 servait à benchmarker les compatibles PC. Lotus 1-2-3 tirait parti des cartes graphiques EGA, puis VGA. Le format d'enregistrement de Lotus 1-2-3 (« WKS » dans les toutes premières versions, « WK1 » ensuite) fut longtemps un standard de fait, non seulement pour les feuilles de calcul, mais aussi pour des bases de données rudimentaires. Les cinq premières années de Lotus Development Corporation furent une réelle success story.
Aux États-Unis, Lotus mena de nombreuses actions judiciaires pour violation de copyright, principalement contre Borland (dont le tableur Quattro Pro reprenait les raccourcis de clavier de Lotus 1-2-3). Lotus ne cherchait pas à établir l'existence d'un plagiat de son code informatique, mais invoquait des droits sur l'interface et l'ergonomie générale (look and feel). La légitimité de cette requête fut très contestée, et d'autant plus que Lotus 1-2-3 lui-même s'était très largement inspiré du programme Visicalc[réf. nécessaire].
L'avènement de Microsoft Windows sur le marché des PC s'accompagna d'un succès grandissant de la suite Microsoft Office et de son tableur Excel. Progressivement, la suite de Microsoft s'imposa face à Lotus 1-2-3.
Lotus Symphony, sorti en 1985, se voulait le successeur de Lotus 1-2-3. Ce logiciel intégré proposait, en plus des fonctionnalités de 1-2-3, un traitement de texte, un système de base de données fondé sur des formulaires et un logiciel de communication. Sur un marché extrêmement concurrentiel, il n'a pas pu s'imposer et son développement a cessé en 1992, pendant que 1-2-3 migrait sous Windows, avant d'être intégré à la suite Lotus SmartSuite.